# Noch dümmer
Noch dümmer (Trial and Error) ist eine US-amerikanische Filmkomödie von Jonathan Lynn aus dem Jahr 1997.

## Handlung
Charles Tuttle ist ein erfolgreicher Anwalt in Los Angeles und wurde jüngst zum neuen Partner seiner Kanzlei befördert. Er ist mit der Tochter seines Chefs verlobt, die Hochzeit ist geplant.
In der Kleinstadt Paradise Bluff muss sich der Cousin der Frau seines Chefs, Benjamin Gibbs, wegen vielfachen Versandbetrugs vor Gericht verantworten. Tuttle soll eine Vertagung der Verhandlung erreichen. Gleichzeitig war aber an diesem Tag Tuttles Junggesellenabschied durch seinen besten Freund, dem erfolglosen Schauspieler Richard Rietti, geplant. Rietti fährt mit drei Freunden kurzerhand nach Paradise Bluff und sie überraschen den dort am Vorabend der Verhandlung ankommenden Tuttle. 
Die Fünf trinken in einer Bar Alkohol, Rietti versucht einen weiblichen Gast anzubaggern und gegenseitiges Interesse von Tuttle und der Barfrau Billie Tyler zeichnet sich ab. Tuttle wird beim Versuch einer Streitschlichtung zusammengeschlagen. Anschließend nimmt er zu viele Schmerztabletten zu sich und ist am nächsten Tag völlig derangiert. Rietti gibt sich daraufhin vor Gericht als Tuttle aus und beantragt eine Vertagung, die jedoch auf Antrag der ehrgeizigen Staatsanwältin Elizabeth Gardner, Riettis Barbekanntschaft, abgelehnt wird. Da sich die beiden Freunde nun strafbar gemacht haben, muss das Täuschungsmanöver im sich anschließenden Strafprozess weitergeführt werden. Tuttle gibt sich als Richard Rietti und „Assistent der Verteidigung“ aus. Ohne Zulassung darf er nicht das Wort ergreifen, dirigiert daher seinen neben ihm sitzenden Freund mit Stichworten auf Karteikarten. Dies erweist sich als dringend notwendig, denn Rietti ist mit den Aufgaben eines Strafverteidigers völlig überfordert.
Als Rietti eine Schauspielkollegin als Gibbs’ Hausärztin in den Zeugenstand beruft, gerät Tuttle außer sich und wird aus dem Saal verwiesen. Immerhin setzt sich außerhalb der Flirt mit der ungewöhnlichen Billie Tyler fort, bis hin zur heftigen Kussattacke und mehr. Nachdem Gibbs im Zeugenstand eine die Geschworenen rührende Geschichte aus seiner vorgeblichen Kindheit im Waisenhaus erzählt hat, macht Gardner Rietti unter vier Augen ein Angebot: ein Jahr im halboffenen Vollzug gegen ein Schuldeingeständnis von Gibbs. Danach lädt Rietti Gardner in die Bar ein. Später sucht er sie auf, gesteht die Scharade und küsst sie, bevor sie die Haustür verschließt. Im Gerichtssaal lehnt Gibbs überheblich den Deal der beiden ab und setzt auf einen Freispruch durch die Geschworenen, die ihn jedoch für schuldig befinden. Tuttle löst seine Verlobung auf und beginnt mit Billie ein neues Leben. Auch Rietti und Gardner werden ein Paar.

## Kritiken
James Berardinelli verglich den Film auf ReelViews mit der Komödie Mein Vetter Winnie. Das Drehbuch sei kein „Meisterwerk“, aber der Regisseur mache das Beste aus ihm. Der Film sei auf Michael Richards zugeschnitten; Berardinelli kritisierte seine Struktur. Der Kritiker lobte die Darstellung von Charlize Theron, die „sexy“ und „süss“ wirke.
Roger Ebert lobte in der Chicago Sun-Times vom 30. Mai 1997 die Szene, in der Billie Tyler erfährt, dass Charles Tuttle eine Beziehung hat. Sie zeigt Verständnis, verlässt den Raum und weint, was „wahr“ wirke. Ebert schrieb, in einem „routinierten“ Film würde die Frau „explodieren“. Einige Szenen seien „sehr witzig“, weil sie die Natur der Charaktere widerspiegeln würden. Die seriöse Betrachtung der Charaktere erinnere an die Werke von Billy Wilder. Ebert lobte die Darstellung des „unschätzbaren“ Jeff Daniels sowie die von Michael Richards.
Edward Guthmann bezeichnete den Film in der San Francisco Chronicle vom 30. Mai 1997 als eine „Enttäuschung“. Er biete Michael Richards die Möglichkeit, sein „komisches Talent“ umfangreicher als in einer Sitcom unter Beweis zu stellen, doch Richards entwickle keinen anderen Stil als in der Sitcom Seinfeld. Der Regisseur könne nicht den richtigen „Rhythmus“ der Gags aufrechterhalten.

„Eine sympathisch-schräge Komödie, die mit hübschen Einfällen und herrlich verqueren Justizdialogen aufwartet und das Breitwandformat großzügig für Wüstenpanoramen nutzt.“

## Hintergrund
Das Werk von Larger Than Life Productions im Verleih von New Line Cinema wurde in Kalifornien gedreht. Er spielte in den Kinos der USA ca. 13,5 Millionen US-Dollar ein.